# Berchemiella yunnanensis
Berchemiella yunnanensis là một loài thực vật có hoa trong họ Táo. Loài này được Chen Yi Ling (陈艺林, Trần Nghệ Lâm) và Chou Pan Kai (周邦楷, Chu Bang Khải) mô tả khoa học đầu tiên năm 1979 theo mẫu vật C.W.Wang 87099 thu thập trên dốc đá ở cao độ 1.000 m tại huyện Phú Ninh, tỉnh Vân Nam.
Tại Trung Quốc nó được gọi là 滇小勾儿茶 (Điền tiểu câu nhi trà).

## Phân bố
Loài này được tìm thấy tại đông nam tỉnh Vân Nam. Môi trường sống là dốc núi, khe kẽ đá; ở cao độ khoảng 1.000 m.

## Mô tả
Cây gỗ cao đến 5 m, gần như nhẵn nhụi. Các cành con màu nâu sẫm, thô ráp, với các khe nứt dọc. Lá kèm hình trứng-hình mác, ngắn, sớm tàn; cuống lá 4–5 mm; phiến lá mặt xa trục màu ánh xanh lục, mặt gần trục màu xanh lục sẫm, hình elip, hiếm khi thuôn dài, 4-8 × 2–3 cm, dạng giấy, mặt xa trục thường với các nách gân có râu, gân bên 6 hoặc 7 đôi, đáy gần thuôn tròn, thường không đối xứng, mép nguyên, đỉnh tù hoặc nhọn thon ngắn, hiếm khi nhọn hoặc gần thuôn tròn. Hoa 3-9 ở các cành hoa dạng xim lỏng lẻo ở đầu cành, 2–3 cm; cuống cụm hoa 1–5 mm; nụ hoa màu xanh lục, hình cầu. Cuống hoa 1–2 mm. Lá đài hình tam giác, mặt gần trục có gờ ở giữa với mỏ nhỏ ở đáy. Cánh hoa hình trứng ngược. Đĩa hoa ngũ giác, dày. Bầu nhụy chìm tới một nửa trong đĩa, 1 hoặc 2 ngăn, 2 noãn; vòi nhụy ngắn, có khía. Không thấy quả. Ra hoa và tạo quả chưa rõ.